# Distretto di Ban Pong
Il distretto di Ban Pong (in thailandese: บ้านโป่ง) è un distretto (amphoe) della Thailandia, situato nella provincia di Ratchaburi.